# مارینا سیلوا
ماریا اوسمارینا مارینا سیلوا و از د لیما (به پرتغالی: Maria Osmarina Marina Silva Vaz de Lima) (زادهٔ ۸ فوریهٔ ۱۹۵۸) سیاستمدار و فعال محیط زیست اهل برزیل است. سیلوا از سال ۲۰۰۳ تا ۲۰۰۸ میلادی وزیر محیط زیست برزیل بود.

## زندگی‌نامه
مارینا سیلوا در ۸ فوریهٔ ۱۹۵۸ در خانواده‌ای با ۱۱ فرزند در شهر ریو برانکو در ایالت شمالی اکری، در قلب آمازون، به دنیا آمد. پدر و مادرش هر دو کارگرانی بودند که عصاره کائوچو جمع می‌کردند و در زبان محلی به آن‌ها «سرینگیروس» می‌گویند. این قشر پایین‌ترین طبقه در سلسله مراتب بسیار سنتی و خشن مناطق روستایی برزیل است. او در طول سال‌های کودکی‌اش، بارها به بیماری‌های شدید همچون هپاتیت، مالاریا و آلودگی به فلزات سنگین مبتلا شده‌است در نتیجه او وضعیت جسمانی چندان مساعدی ندارد.
سیلوا در ۱۶ سالگی زادگاه خود در میان کارگران تولید کائوچو در باگاکو را ترک کرد و برای تحصیل و درمان هپاتیتش به ریو برانکو، مرکز ایالت اکری، رفت. راهبه‌ها او را به یک صومعه بردند و در نتیجه او اولین نفر در خانواده اش شد که خواندن و نوشتن یادگرفت. او پس از اینکه صومعه را ترک کرد، به عنوان مستخدم خانگی مشغول به کار شد.
سیلوا، بخاطر فعالیت‌هایش به عنوان وزیر محیط زیست در دولت لوئیس ایناسیو لولا دا سیلوا، در سطح بین‌المللی مورد تمجید بسیاری قرار گرفته‌است. در طول پنج سال وزارت او، صدها نفر بخاطر جرایم علیه محیط زیست دستگیر شدند، بخش بی‌سابقه‌ای از اراضی برزیل تحت مناطق حفاظت شده بومیان قرار گرفت و سرعت جنگل زدایی در آمازون به طرز قابل مشاهده‌ای کند شد؛ ولی او شاهد ناکامی‌هایی هم بود، از جمله تأیید کشت دانه‌های سویای دستکاری ژنتیکی شده، که او شدیداً با آن مخالف بود. او که نگران از دست رفتن آرمان‌هایش بود، در سال ۲۰۰۸ از سمت خود استعفا داد و یک سال پس از آن، حزب حاکم کارگران را ترک کرد.
در سال ۲۰۱۰، او نامزد ریاست جمهوری از سوی حزب سبز بود و توانست با کسب ۱۹ میلیون رأی، انتخابات را به دور دوم بکشاند. در آن زمان، او گفته بود که می‌خواهد «اولین زن سیاه‌پوست برخاسته از طبقه فقیر» باشد که به ریاست جمهوری می‌رسد.
در آوریل ۲۰۱۴ ادواردو کامپوس برای انتخابات ریاست جمهوری برزیل اعلام نامزدی کرد و مارینا سیلوا را به عنوان معاون خود برگزید اما با مرگ ناگهانی کامپوس در سیزدهم اوت در سانحه هواپیمایی، مارینا سیلوا به عنوان رهبر حزب سوسیالیست برزیل و نامزد انتخابات ریاست جمهوری آن کشور، جانشین کامپوس شد.